# Atelier von Claude und François Stahly
Das Atelier von Claude und François Stahly ist ein Gebäudekomplex in der französischen Gemeinde Crestet im Département Vaucluse. Es ist seit 2022 als Monument historique eingeschrieben und trägt das Label Patrimoine du XXe siècle.
Die Gebäude wurden von 1966 bis 1970 für den deutsch-französischen Bildhauer François Stahly als Ausstellungsort, Wohnhaus und Atelier geschaffen. 1966 beschlossen Claude und François Stahly, in der Provence inmitten der Natur eine große Werkstatt und ein Wohnhaus zu gründen. Der Ort ist ein Waldgrundstück mit Eichen und Kiefern abseits des Dorfes Crestet, in der Nähe von Vaison-la-Romaine.
Die Originalität des Projekts liegt in der Idee der „kollektiven  Ateliers“, mit der der Bildhauer François Stahly seit 1952 experimentierte, zunächst mehrere Jahre in Meudon, dann in den Vereinigten Staaten, insbesondere in Aspen (Colorado). Das Prinzip besteht darin, eine kreative Werkstatt mit anderen, jüngeren Künstlern zu teilen, die frei kommen, um an den Werken der Meister mitzuarbeiten, die aber auch ihre eigene Forschung in einem Klima des Lernens und des ständigen Austauschs entwickeln können.
Der Architekt ist Bruno Stahly (geb. 1937), der Sohn von Claude und François. Es handelt sich um eine offene moderne Architektur. Die Gebäude mit einem Skelett aus Stahlbeton sind geometrisch um zwei Innenhöfe herum angeordnet. Die fensterlosen Außenwände mit einigen Luftschlitzen dienen auch als Schutz gegen den Mistralwind, der in diesem Teil der Provence besonders heftig weht.
Nach der Renovierung im Rahmen eines allgemeinen Umstrukturierungsprojekts dient der Komplex, der 1983 vom Centre national des arts plastiques erworben wurde, nun als Zentrum für zeitgenössische Kunst mit Künstlerateliers, kreativen Bereichen sowie Ausstellungs- und Konferenzräumen.